# Megan Moroney
Megan Ann Moroney (nascida em 9 de outubro de 1997) é uma cantora country americana. Ela lançou seu primeiro single, " Tennessee Orange ", em 2022.

## Biografia
Moroney nasceu em 9 de outubro de 1997, em Savannah, Geórgia.
Ela começou a ouvir música country na infância e aprendeu a tocar piano. Enquanto frequentava a Universidade da Geórgia, ela abriu um show para Chase Rice, bem como estagiou para Kristian Bush, do Sugarland . Na universidade, ela fazia parte da irmandade Kappa Delta . Após concluir sua graduação, ela se mudou para Nashville, Tennessee, em 2020 para iniciar uma carreira musical. Ela manteve contato com Bush, o que o levou a apresentá-la a outros compositores. Ela lançou seu primeiro single "Wonder" em 2021, o que por sua vez a levou a lançar uma peça estendida intitulada Pistol Made of Roses . Seu próximo single lançado foi " Tennessee Orange " em 2022, faixa da qual Bush atuou como produtor.
Após o lançamento da música, Moroney recebeu atenção nas redes sociais por usar uma camisa do Tennessee Volunteers que pertencente a Morgan Wallen ; isso gerou rumores de que ela estava namorando com ele, mas Moroney permaneceu neutra quando questionado se os dois estavam em um relacionamento. Depois que a música se tornou popular através de streaming online, Moroney assinou com  Arista Nashville .
No final de 2022, "Tennessee Orange" estreou no número 94 na Billboard Hot 100, dando a Moroney sua primeira entrada nas paradas. Na época, a música também figurou na Billboard Hot Country Songs e Country Airplay . Arista Nashville fechou enquanto a música subia nas paradas e, como resultado, Moroney foi transferido para a Columbia Records Nashville.

## Discografia

### Álbuns
| Título | Detalhes                                                       | Posições de pico no gráfico | Posições de pico no gráfico |
| Título | Detalhes                                                       | EUA                         | EUA<br>                     |
| ------ | -------------------------------------------------------------- | --------------------------- | --------------------------- |
| Lucky  | - Lançado: 5 de maio de 2023 - Gravadora: Sony Music Nashville | 38                          | 10                          |

### EPs
| Título               | Detalhes                                                         |
| -------------------- | ---------------------------------------------------------------- |
| Pistol Made of Roses | - Lançado: 15 de julho de 2022 - Gravadora: Sony Music Nashville |

### Singles
| Título                                   | Ano  | Posições de pico | Posições de pico | Posições de pico        | Posições de pico | Posições de pico | Certificações       | Álbum       |
| Título                                   | Ano  | EUA              | País dos EUA     | Airplay no país dos EUA | CANADA           | CANADA País <    | Certificações       | Álbum       |
| ---------------------------------------- | ---- | ---------------- | ---------------- | ----------------------- | ---------------- | ---------------- | ------------------- | ----------- |
| " Tennessee Orange "                     | 2022 | 30               | 10               | 4                       | 57               | 3                | - RIAA : 2× Platina | Lucky       |
| " "I'm Not Pretty""                      | 2023 | -                | 41               | 33                      | -                | -                |                     | Lucky       |
| "Can't Break Up Now" (with Old Dominion) | 2023 | -                | 48               | 45                      | -                | -                |                     | Memory Lane |

## Turnês
- Pistol Made of Roses Tour (2023) [18]
- The Lucky Tour (2023) [19]

## Prêmios e indicações
| Ano  | Organização                             | Prêmio | Nomeado/Trabalho | Resultado |
| ---- | --------------------------------------- | --- | --- | --------- |
| 2023 | Prêmios de Música CMT                   | Vídeo inovador feminino do ano                                                                                               | " Tennessee Orange " \|style="text-align:center;background: #ddffdd;vertical-align: middle; {{{style}}}" class="table-yes2"\| Venceu |           |
| 2023 | Prêmios de Música CMT                   | style="text-align:center;background: #ffdddd;vertical-align: middle;" class="table-no2"\| Indicado                           | " Tennessee Orange " \|style="text-align:center;background: #ddffdd;vertical-align: middle; {{{style}}}" class="table-yes2"\| Venceu |           |
| 2023 | Prêmios da Academia de Música Country   | Nova Artista Feminina do Ano                                                                                                 | Megan Moroney\|style="text-align:center;background: #ffdddd;vertical-align: middle;" class="table-no2"\| Indicado                    |           |
| 2023 | Prêmios da Associação de Música Country | style="background: #FFD; color: black; vertical-align: middle; text-align: center; " class="partial table-partial"\|Pendente | Megan Moroney\|style="text-align:center;background: #ffdddd;vertical-align: middle;" class="table-no2"\| Indicado                    |           |
| 2023 | Prêmios da Associação de Música Country | Canção do Ano | style="text-align:center;background: #ffdddd;vertical-align: middle;" class="table-no2"\| Indicado                                   |           |